# Naissance en 981
Naissance
- 977
- 978
- 979
- 980
- 981
- 982
- 983
- 984
- 985

Cette page dresse une liste de personnalités nées au cours de l'année 981  :
- Li Deming, fils aîné de Li Jiqian, le fondateur de la dynastie des Xia occidentaux, après la mort de son père au cours d'une bataille en 1004, Li Deming devient le dirigeant du peuple Tangoute.
- Bartolomeo il Giovane (it), moine italien.
- Torstein Knarresmed (en), constructeur de bateaux norvégien.
- Vladivoj de Bohême, duc de Bohëme.

## Crédit d'auteurs
- Cet article est partiellement ou en totalité issu de l'article intitulé « 981 » (voir la liste des auteurs).